# پل رضاشاهی
پل رضاشاهی مربوط به دوره پهلوی اول است و در شهرستان تنکابن، بخش خرم‌آباد، دهستان بلده، روستای قلعه گردن واقع شده و این اثر در تاریخ ۲۶ اسفند ۱۳۸۶ با شمارهٔ ثبت ۲۱۹۹۰ به‌عنوان یکی از آثار ملی ایران به ثبت رسیده است.